# Flash (álbum)
Flash es el primer álbum de la cantante española La Prohibida, publicado en 2005. De este álbum se realizaron 3 videos musicales de los temas Flash, En la pared y No busques compañía.
El disco fue reeditado en 2006 en México y en 2007 en Argentina.

## Lista de canciones

### LP Original
1. Flash
2. En la pared
3. Amor eléctrico
4. Sin tu amor
5. European lovesong
6. Turning world
7. Huye conmigo
8. Love forever robot
9. C'est la ouate
10. Desnuda o vestida
11. No busques compañía
12. Flash (versión en francés)
13. Flash (Pumpin Dolls club mix)

### Reedición 2007
1. Flash
2. En la pared
3. Amor eléctrico
4. Sin tu amor
5. European lovesong
6. Prohibida y perdida
7. Saliva
8. Huye conmigo
9. Love forever robot
10. Amoreux solitaires
11. Desnuda o vestida
12. No busques compañía
13. Nombre de final
14. Flash (versión en francés)
15. Flash (Pumpin Dolls club mix)